# 旌德县融媒体中心
旌德县融媒体中心，加挂旌德县广播电视台牌子，是中国安徽省宣城市的一家广电媒体单位，由原旌德电视台和旌德人民广播电台合并而成，成立于2018年12月11日。

## 历史沿革

### 广播
旌德县广播事业的历史可以追溯到1950年10月成立的旌德收音站，1956年8月改为旌德县人民广播站，后受文化大革命影响，改名为旌德县毛泽东思想广播站，1971年10月恢复旌德县人民广播站名称。
1978年1月，原旌德县广播事业局成立，与旌德县人民广播站合署办公。1984年2月，根据中央统一部署，旌德县广播事业局更名为旌德县广播电视局，1985年1月1日，旌德广播电视大楼建成；7月，县广播站和县广播电视局迁至县城和平路。1992年10月，经中华人民共和国国家广播电视总局批准，撤销旌德县人民广播站，建立旌德人民广播电台，11月26日正式开播。2000年2月，因广电机构改革，旌德人民广播电台撤销，并入旌德广播电视台。

### 电视
原旌德县第一家电视转播台建于1977年。1985年1月之后，该差转台开始转播中国中央电视台第一套节目和徽州地区电视台节目。1988年1月1日，因旌德县不再属于黄山市，故不转播徽州电视台节目。1989年2月4日，原旌德县电视转播台（又称旌德无线电视台）建成并试播。当时，该台拥有三个频道，其中在无线2频道转播中国中央电视台第一套节目，无线6频道转播安徽电视台第一套节目，无线9频道播出自办节目；工作人员4人。同年6月30日，旌德县电视转播台正式开播，次年3月20日播出第一条新闻节目《旌德县卫生局召开学习白求恩大会》。2000年2月，因广电机构改革，旌德有线电视台和旌德县电视转播台撤销，并入旌德广播电视台，成为其有线电视业务服务部。

#### 有线电视
1993年9月，旌德有线电视台成立，并开始试播。1994年1月1日，该县有1000户居民正式开播有线电视。1996年10月1日，该台开通中国中央电视台的第三套、第五套、第七套、第八套节目。1997年10月7日，因安徽卫视开播，该台开通安徽卫视节目。1999年10月24日，该台开通湖南卫视、广东卫视节目。2000年5月19日，因安徽省广播电视光缆专用网建成，该台开通安徽电视台25频道；同年10月1日，原安徽有线电视台第一套、第二套节目开通；12月19日，开通宣城电视台、宣城有线电视台。2001年初，有线电视服务覆盖全县。2002年9月，安徽广电信息网络股份有限公司旌德分公司正式挂牌，原旌德有线电视台相关人员进入该公司，负责经营该县所有有线电视网络信息业务。
2018年12月11日，旌德县融媒体中心正式成立。

## 服务

### 电视频道
| 頻道名稱     | 语言   | 广播格式                    | 啟播時間              | 頻道口號 | 频道前身                                                                   | 备注                                                   |
| 新闻综合频道 | 普通話 | SD: PAL 576i 16:9 HD：1080i | 标清版：1989年6月30日 |          | 旌德电视转播台（1989.2-1996.12） 旌德有线电视台（主频道）（1993.9-2000.2） | 原旌德电视转播台1996年以后只转播中央电视台第一套节目。 |

### 广播频率
| 頻道名稱         | 语言   | 频道频率   | 啟播時間       | 頻道口號 | 频道前身 | 備註 |
| 旌德人民广播电台 | 普通話 | FM106.4MHz | 1992年11月26日 |          |          |      |

## 节目
- 旌德新闻：1989年6月30日，旌德县电视转播台正式开播，仪式实况由宣州电视台[註 6]摄像、制作并播出[4]。1990年3月20日，该台自主采访、制作的第一条电视新闻报道在无线台播出，称《本县新闻》。至1993年9月，《本县新闻》不定期在旌德县电视转播台（无线）播出。当地有线电视台成立后，《本县新闻》不定期在有线电视台播出。至1996年12月，《本县新闻》改在有线电视台不定期播出。1997年1月始，固定每周一档电视新闻节目。2000年1月，更名为《旌德新闻》。2000年4月，电视新闻由每周一档改为每周二档（不包括重播），每档新闻时间10分钟左右[4]。

## 脚注
1. ↑  今黄山广播电视台。
2. ↑  今安徽广播电视台影视频道。
3. ↑  今安徽广播电视台综艺·体育频道。
4. ↑  今安徽广播电视台经济生活频道。
5. ↑  1994年10月12日前为92.6MHz[4]。
6. ↑  今宣城市广播电视台